# うつのみや表参道スクエア
うつのみや表参道スクエア（うつのみやおもてさんどうスクエア）は、栃木県宇都宮市馬場通り4丁目101にある複合商業施設。
宇都宮二荒山神社の表参道東側にある地上8階の複合ビルのうち、1階から6階部分までを指す。かつての上野百貨店本館跡地を含む地区に、2007年（平成19年）7月31日に開業した。開業当初は宇都宮市街の起爆剤として注目を集めたが、2009年3月から4月末の2ヶ月間で3店舗が閉店するなどして、空きテナントの多さが問題となっている。
延床面積は24,680m2で、用途は商業・公共公益・オフィス・駐車場等となっている。各フロアは5階･6階が市民プラザ（宇都宮市役所出先機関）、4階がフィットネスゾーン（後にオフィスゾーン）、3階がカルチャーゾーン、1階･2階が医療・健康支援ゾーン、ショッピングゾーンに分けられ、ショッピングゾーンには各種服飾雑貨店やサロン店、コンビニエンスストア等が入居する。

## 歴史
- 2007年（平成19年）7月31日 - 開業。

## テナント

### 営業中の店舗
総テナント数32店舗
総テナント数32店舗
1階
- ショッピングゾーン
  - セブンイレブン宇都宮馬場通り店
  - 銘茶 関口園本店
  - オグラ眼鏡店
  - 宇都宮中心商店街活性化委員会
  - レオパレスセンター宇都宮店
  - 宇都宮ひざ関節症クリニック（2023年9月1日開院[2]）
  - Gustare 佳乃や(2020年5月開店)

Gustare 佳乃やと銘茶関口園本店は館内からの入店は不能（館外からの専用の出入り口を持つ）

2階
- ショッピングゾーン
  - スクルドアンドカンパニー
  - ミュゼプラチナム
  - ランスタッド
  - ホワイトエッセンス宇都宮ゴリデンタルクリニック
  - ベイリーズ うつのみや表参道スクエア店
  - たかの友梨ビューティクリニック宇都宮店
  - 京都きもの友禅宇都宮店
  - 街の証明写真スタジオ
  - プラウド馬場通りモデルルーム
  - 宇都宮観光コンベンション協会 観光インフォメーションセンター（2023年5月29日移転開設[3]）

3階
- オフィスゾーン
  - 名門会家庭教師センター宇都宮校
  - 大和証券宇都宮支店（2021年12月移転開設）
  - 東京海上日動パートナーズEAST 栃木支店 宇都宮支社
  - 株式会社パソナ･パソナ宇都宮
  - スーモカウンター

4階
- オフィスゾーン
  - たいよう共済栃木支店
  - かんぽ生命保険宇都宮支店[4]
  - オリックス

5階
- 宇都宮市民プラザ
  - 消費生活センター
  - 宇都宮市役所バンバ出張所
    - 宇都宮市立図書館バンバ図書ブランチ

  - 国際交流プラザ
  - うつのみや妖精ミュージアム
  - 市民ギャラリー
  - 会議室

6階
- 宇都宮市民プラザ
  - ゆうあいひろば
    - 子どもたちのあそび広場
    - 多目的ホール

7階
- 東京海上日動（会議室）
- 三菱電機ビルソリューションズ株式会社栃木支店
- 朝日生命宇都宮支社

8階
- 東京海上日動

### 駐車場・駐輪場
駐輪場
1階北側の一角が駐輪場となっている。このほか、セブンイレブン東側沿いに実証実験中の自転車・電動キックボードシェアリングサービスのLuupポートが設置されている。
駐車場
北側にコインパーキングの自走式立体駐車場が併設されている。最初の30分のみ無料で以降は30分単位で課金される。

### 閉店した店舗
1階
- あら玉（2019年12月閉店）
- モッズ・ヘア宇都宮店（2022年10月閉店）
- ポーラ ザ ビューティーうつのみや表参道スクエア店
- ほけんの110番 うつのみや表参道スクエア店（2022年12月トナリエ宇都宮へ移転[5]）

2階
- ちゃんこダイニング若
- ザ・ロックアップ宇都宮店（2013年8月2日 - 閉店日不明)

4階
- トータル フィットネス クラブ わらわら 宇都宮店（2007年8月1日 - 2009年3月31日）
- 商工中金宇都宮支店

店舗建替えのため2015年7月 - 2017年7月15日入居

## 黄ぶな大明神
2020年（令和2年）の新型コロナウイルス感染症の日本での流行を受け、宮の市実行委員会は同会が主催する宮の市が中止になった代わりの事業としてうつのみや表参道スクエア1階に「黄ぶな大明神」と称する神社を期間限定で設置した。黄ぶな大明神は、黄ぶなの木型と張り子をご神体としている。黄ぶなとは、宇都宮市に伝わる無病息災の縁起物であり、コロナウイルスの収束への願いが込められるようになった。
現在は2階宇都宮観光コンベンション協会に設置されている。

## アクセス
路線バス
- JR宇都宮駅西口から
  - 関東バスの細谷車庫行き、山王団地行き、作新学院方面行き、鶴田駅行き、旧東野交通路線の東武宇都宮駅行き、JRバス関東の作新学院前行きなど乗車5分、「馬場町（二荒山神社前）」または「二荒山前」下車すぐ。

徒歩
- JR宇都宮駅西口から
  - 徒歩20分
- 東武宇都宮駅東口から
  - 徒歩10分